# Anatoli Iwanowitsch Akischin
Anatoli Iwanowitsch Akischin (russisch Анатолий Иванович Акишин; * 9. Juni 1926 in Moskau) ist ein sowjetischer bzw. russischer Kernphysiker.

## Leben
Akischin promovierte 1950 am Moskauer Energetischen Institut  und legte 1958 seine Diplomarbeit vor. 1977 wurde ihm der Titel Professor verliehen.
Er forschte auf dem Gebiet der physikalischen Elektronik, der Strahlungsphysik, der Vorhersage und Nachahmung der Auswirkungen verschiedener Raumfaktoren auf Materialien und Elemente von Raumfahrzeugen, Testmaterialien eines thermonuklearen Reaktors und Strahlungstechnologie.
Als Wissenschaftler erlangte er Berühmtheit und Anerkennung für Studien, die Methoden zur Simulation der Auswirkungen der Weltraumumwelt auf Materialien und Elemente von Raumfahrzeugen betrafen.

## Auszeichnungen
- 1979: Staatspreis der UdSSR als Mitglied einer Gruppe von Wissenschaftlern für seine Arbeiten auf dem Gebiet der Weltraumforschung.